# Orea (Guadalajara)
Orea bezeichnet einen Ort und eine Gemeinde (municipio) mit 195 Einwohnern (Stand: 2024) im Nordosten der Provinz Guadalajara in der Autonomen Gemeinschaft Kastilien-La Mancha in Zentralspanien. 

## Lage
Orea liegt im Iberischen Gebirge im Osten der Provinz Guadalajara in einer Höhe von 1500 m. Die Entfernung zur westlich gelegenen Provinzhauptstadt Guadalajara beträgt ca. 125 Kilometer (Fahrtstrecke). 

## Bevölkerungsentwicklung
| Jahr      | 1960 | 1970 | 1981 | 1991 | 2001 | 2011 | 2021 |
| Einwohner | 1012 | 604  | 363  | 320  | 253  | 240  | 209  |

## Sehenswürdigkeiten

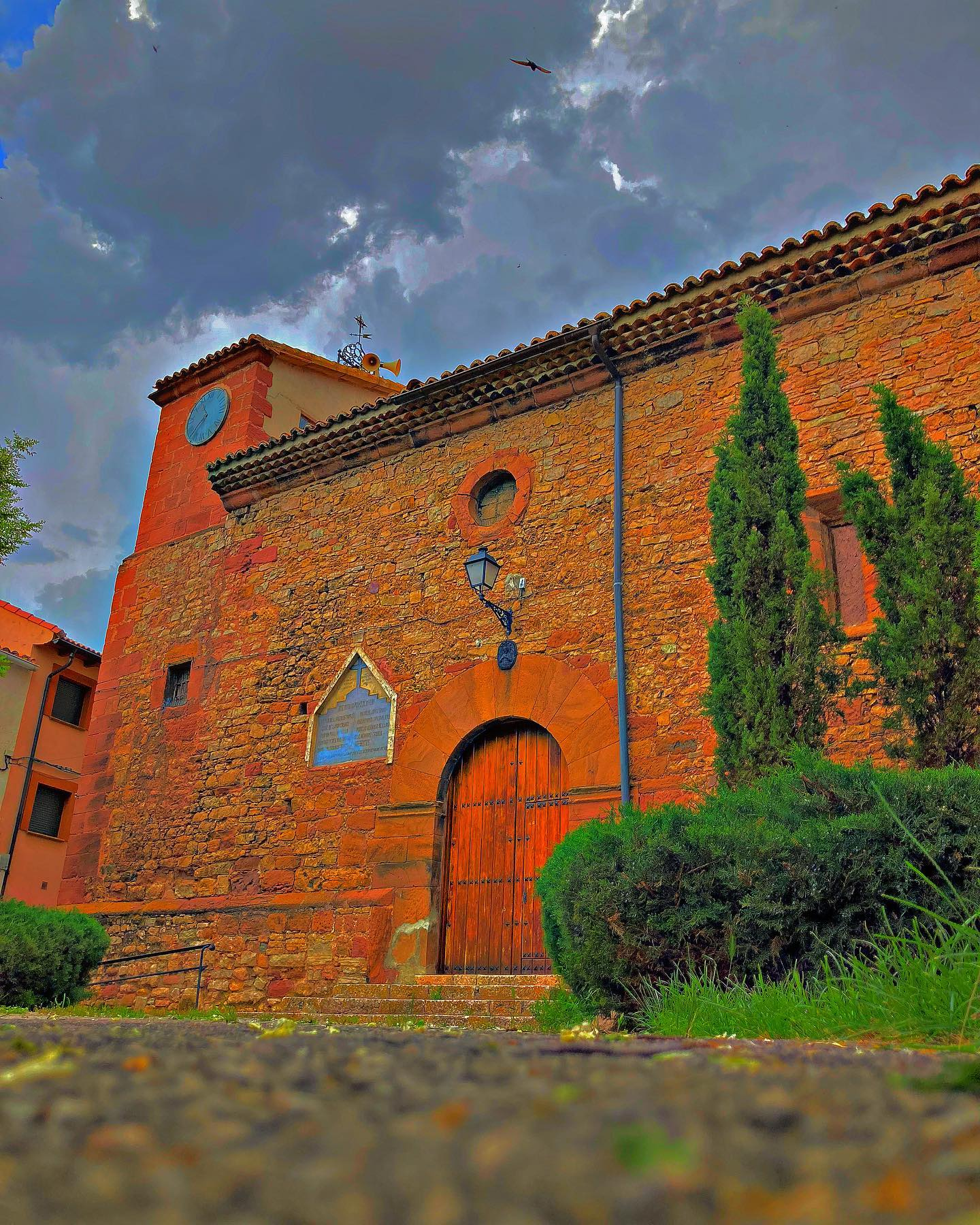
Kirche Mariä Himmelfahrt
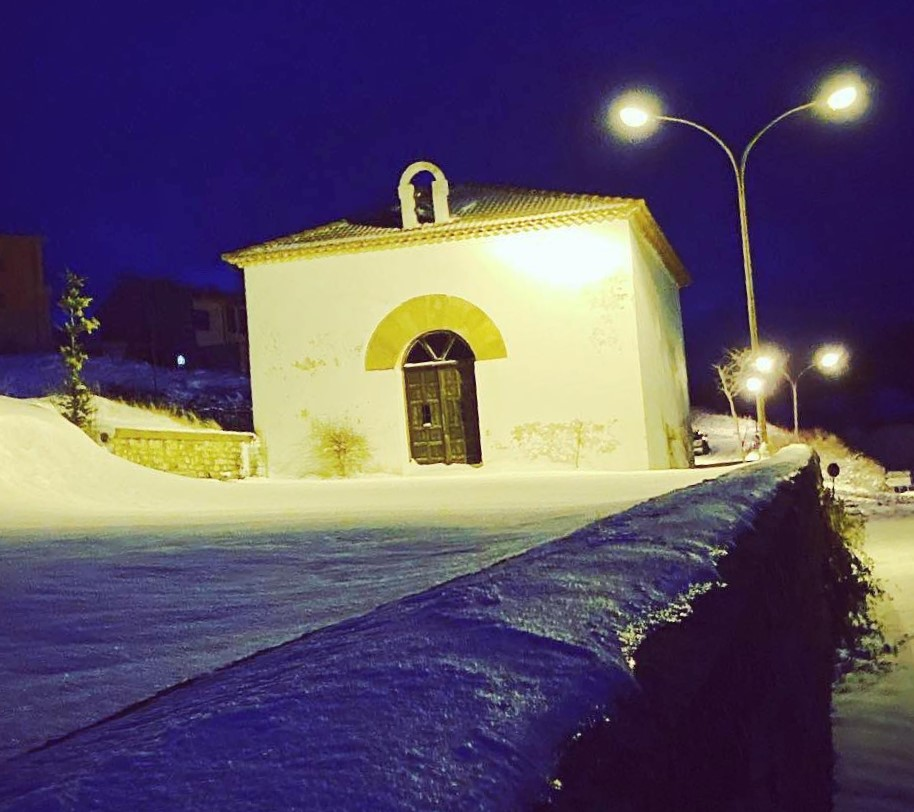
Marienkapelle

- Kirche Mariä Himmelfahrt
- Marienkapelle